# Jennifer Williams
Jennifer Williams, född 11 oktober 2005 i Spånga, är en svensk gymnast. Hon tävlade för Sverige vid den första upplagan av junior-VM i artistisk gymnastik. Williams är en trefaldigt nordisk juniormästare. Hon tävlar för Eskilstuna GF.

## Juniorkarriär

### 2018
Vid Unni & Haralds Trophy i Oslo slutade Williams på sjätte plats i mångkampen och på femte plats i barr. Hon blev därefter uttagen att tävla för Sverige vid nordiska mästerskapen 2018. I lagmångkampen hjälpte Williams Sverige till ett silver och individuellt tog hon guld i bom och slutade på 15:e plats i mångkampen. Williams avslutade säsongen att tävla i sitt första Svenska mästerskap. Hon slutade på femte plats i mångkampen och på andra plats bakom Tonya Paulsson i bom.

### 2019
Vid nordiska mästerskapen 2019 tog Williams brons med Sverige i lagmångkampen. Individuellt tog hon även brons i mångkampen bakom Camille Rasmussen och Maisa Kuusikko samt tog guld i barr och fristående. Williams tävlade därefter i den första upplagan av junior-VM i artistisk gymnastik, där hon slutade på 25:e plats i mångkampen. Williams avslutade säsongen med att tävla i European Youth Olympic Festival 2019 i Baku, där Sverige slutade på 16:e plats i lagmångkampen.

## Seniorkarriär

### 2021
Williams blev senior 2021 och tävlade vid EM i Basel. Hon tävlade endast i bom, där det blev en 36:e plats i kvalet. Williams tävlade därefter vid Osijek Challenge Cup, där hon tog sig till final i fristående och slutade på femte plats. I september blev Williams uttagen att tävla vid VM i Kitakyushu tillsammans med Nathalie Westlund och Tonya Paulsson.

### 2022
Williams tävlade inte under 2022 på grund av sjukdom.

### 2023
Williams återvände till internationellt tävlande vid VM 2023 i Antwerpen. Hon slutade på 54:e plats i mångkampen och blev Sveriges bästa gymnast vid mästerskapet.

### 2024
Vid världscupen i Cottbus tog Williams sig till sin första världscupsfinal och slutade på sjätte plats i bom. Vid världscupen i Baku slutade hon på fjärde plats i barr med ett personligt rekord på 13,566 och vid världscupen i Doha slutade hon på femte plats i fristående med ett personligt rekord på 13,133.
Vid EM 2024 i Rimini var hon en del av Sveriges lag som tog sig till final i lagmångkampen och slutade på åttonde plats. Hon slutade även på 17:e plats i den individuella mångkampen.

## Tävlingar
| År                   | Tävling                         | Lag    | Mångkamp | Hopp   | Barr   | Bom    | Fristående |
| Junior               | Junior                          | Junior | Junior   | Junior | Junior | Junior | Junior     |
| -------------------- | ------------------------------- | ------ | -------- | ------ | ------ | ------ | ---------- |
| 2018                 | Unni & Haralds Trophy           |        | 6        |        | 5      |        |            |
| 2018                 | Nordiska mästerskapen           | 2      | 15       |        |        | 1      |            |
| 2018                 | Svenska mästerskapen            |        | 5        | 8      | 8      | 2      | 5          |
| 2019                 | Nordiska mästerskapen           | 3      | 3        |        | 1      |        | 1          |
| 2019                 | FIT Challenge                   | 11     | 20       |        |        |        |            |
| 2019                 | Junior-VM                       |        | 25       |        |        |        |            |
| 2019                 | European Youth Olympic Festival | 16     |          |        |        |        |            |
| Senior               |                                 |        |          |        |        |        |            |
| 2021                 |                                 |        |          |        |        |        |            |
| Europamästerskapen   |                                 |        |          |        | 36     |        |            |
| Osijek Challenge Cup |                                 |        |          |        |        | 5      |            |
| FIT Challenge        | 7                               |        |          |        |        |        |            |
| RomGym Trophy        |                                 | 5      |          |        |        | 2      |            |
| Världsmästerskapen   |                                 | 23     |          |        |        |        |            |
| 2023                 |                                 |        |          |        |        |        |            |
| Världsmästerskapen   |                                 | 54     |          |        |        |        |            |
| 2024                 | Cottbus World Cup               |        |          |        |        | 6      |            |
| 2024                 | Baku World Cup                  |        |          |        | 4      |        |            |
| 2024                 | Doha World Cup                  |        |          |        |        |        | 5          |
| 2024                 | Europamästerskapen              | 8      | 17       |        |        |        |            |
| 2025                 | Osijek World Cup                |        |          |        |        | 3      |            |
| 2025                 | Varna World Challenge Cup       |        |          |        |        |        | 3          |
| 2025                 | Europamästerskapen              | 7      |          |        |        |        |            |